# Sassandria tenuipes
Sassandria tenuipes is een hooiwagen uit de familie Assamiidae.